# Lac Ernest
Lac Ernest är en sjö i Kanada.   Den ligger i regionen Laurentides och provinsen Québec, i den sydöstra delen av landet, 90 km norr om huvudstaden Ottawa. Lac Ernest ligger 235 meter över havet. Arean är 1,4 kvadratkilometer. Den sträcker sig 3,9 kilometer i nord-sydlig riktning, och 0,8 kilometer i öst-västlig riktning.
I omgivningarna runt Lac Ernest växer i huvudsak blandskog. Trakten runt Lac Ernest är nära nog obefolkad, med mindre än två invånare per kvadratkilometer.